# Dominikus-von-Silos-Kirche
Dominikus-von-Silos-Kirche ist eine Kirche, Klosterkirche bzw. Kapelle, die dem Patronat des spanischen Heiligen Einsiedlers und Abts Dominikus von Silos (1010–1073) anvertraut ist. Patrozinium ist am 20. Dezember.

## Liste von Kirchen in Spanien
- Iglesia de Santo Domingo de Silos, Arévalo, Provinz Ávila (bedeutender Mudéjar-Bau)[1]
- Iglesia de Santo Domingo de Silos, Alcázar del Rey, Provinz Cuenca
- Iglesia de San Salvador y Santo Domingo de Silos, Córdoba, Provinz Córdoba (Colegio de Santa Catalina de Córdoba)[2]
- Iglesia Santo Domingo de Silos, Daroca, Provinz Saragossa (bedeutender Mudéjar-Bau)[3]
- Iglesia de Santo Domingo de Silos de Fuentesaúco de Fuentidueña, Provinz Segovia[4]
- Iglesia de Santo Domingo de Silos, La Iruela, Provinz Jaén[5]
- Iglesia Santo Domingo de Silos, Millana, Provinz Guadalajara[6]
- Iglesia Santo Domingo de Silos, Logroño, Provinz La Rioja[7]
- Iglesia Santo Domingo de Silos, Pinto, Autonome Gemeinschaft Madrid[8]

abgegangen:
- Torre de Santo Domingo de Silos, Córdoba, Provinz Córdoba (Baurest)